# Nefermaate

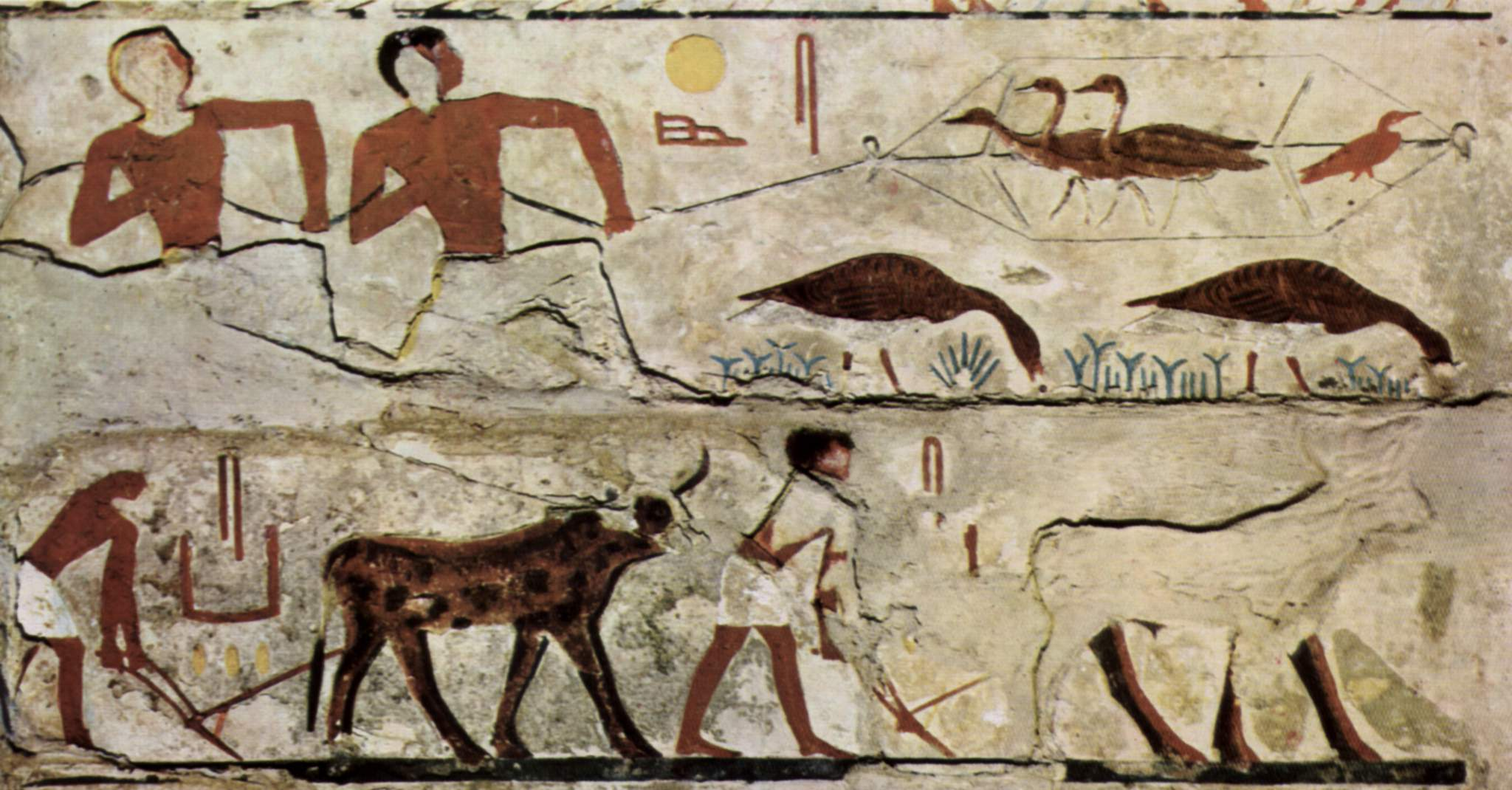
Pinturas na parede da tumba de Nefermaate.

Nefermaate I foi um príncipe do Egito Antigo, filho do faraó Seneferu. Ele era um vizir que possuía os títulos do filho mais velho do rei, portador do selo real e profeta de Bastete. Seu nome significa "Maate é bonito" ou "Com perfeita justiça".

## Biografia
Nefermaate era o filho mais velho de Seneferu, o faraó e fundador da IV dinastia egípcia, com sua primeira esposa. Ele era meio-irmão de Quéops. A esposa de Nefermaate era Itete, também soletrada como Atete. Quinze dos filhos de Nefermaate são nomeados em seu túmulo, os filhos Hemiunu, Isu, Teta, Quentimerexe e as filhas Jefatesem e Isesu são retratados como adultos, enquanto os filhos Itisem, Incaefe, Serfeca, Ueencá, Xepesescá, Caquente, Anquerseretefe, Anquerfenejefe, Bunebe, Xepesesnebe e Nebequenete e a filha Pageti são mostrados como crianças. Seu filho Hemiunu é provavelmente o vizir Hemiunu que se acreditava ter ajudado a planejar as Grandes Pirâmides. Uma das irmãs de Nefermaate, Nefertecau teve um filho também chamado Nefermaate.

## Túmulo

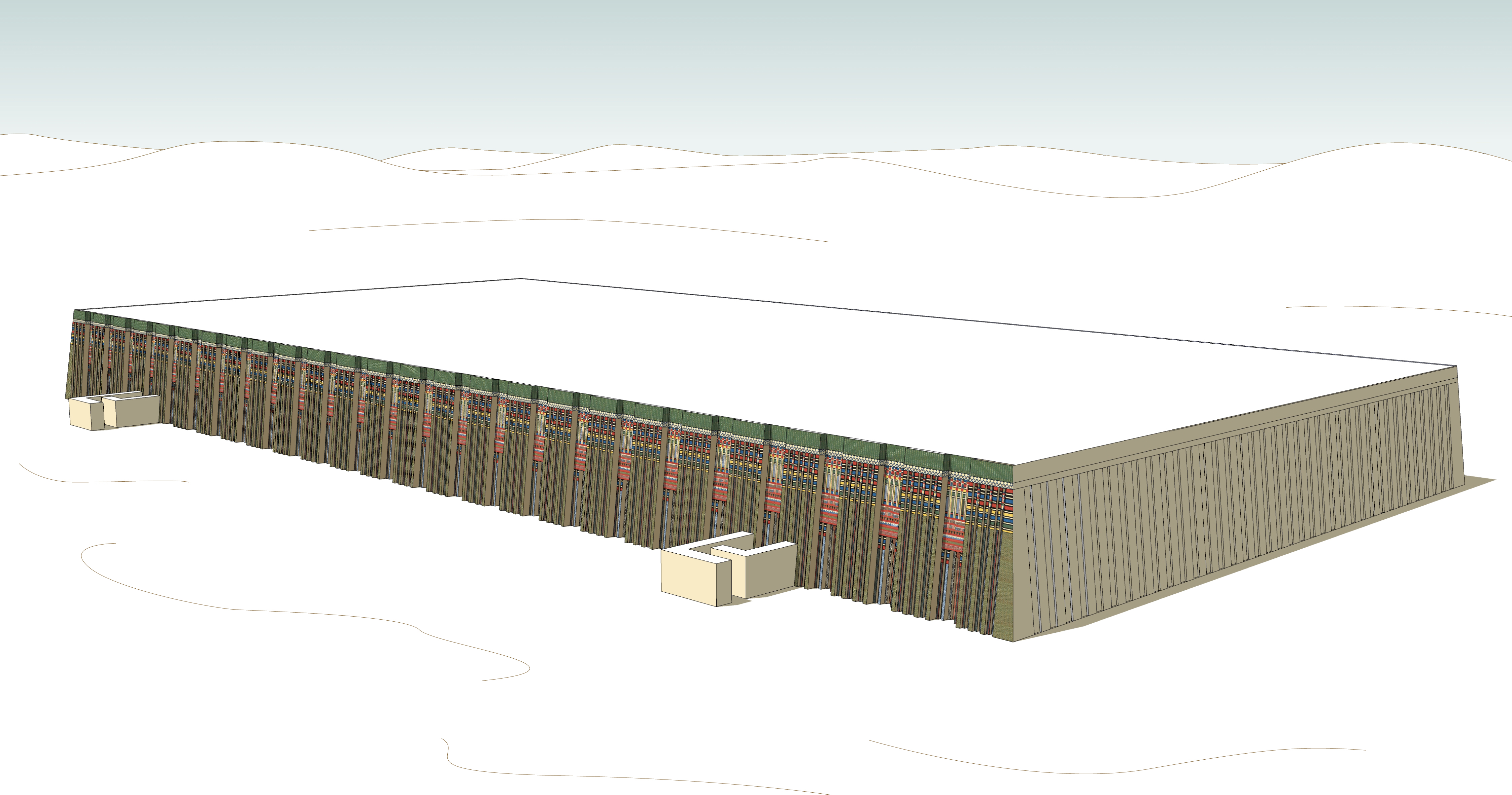
Tumba de Nefermaate em Meidum.

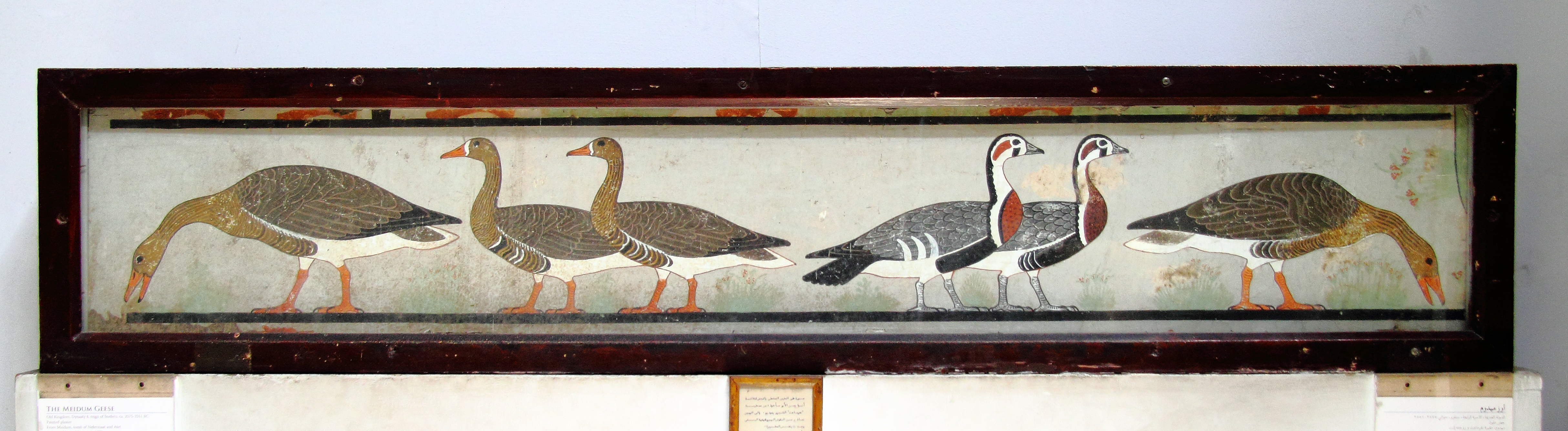
Os gansos de Meidum.

Nefermaate foi enterrado na mastaba 16 em Meidum. Nefermaate era um de diversos parentes do faraó Seneferu que foi enterrado em Meidum. O túmulo é conhecido pela técnica especial utilizada para desenhar as cenas. Escultores entalhavam imagens profundamente gravadas que eram então preenchidas com pasta colorida. Este método tinha mão-de-obra difícil e a pasta tendia a secar, rachar e depois cair. A técnica resulta em cenas vivamente coloridas. Este túmulo é o único conhecido até à data mostrando esta técnica. O fato do gesso ter rachado, o que resultou na perda da pasta, provavelmente levou os artesãos a abandonarem este tipo de decoração.
O túmulo de Nefermaate é também famoso para a cena referida como "gansos de Meidum" (agora no Museu Egípcio, JE 34571 / CG 1742). A cena executada em gesso pintado foi descoberta em 1871 por Auguste Mariette e Luigi Vassalli e retirada da parede por este último para ser remontada dentro do Museu Egípcio. A cena completa retrata seis gansos; três apontando para a esquerda e três apontando para a direita. Cada grupo de três gansos consiste em um ganso mostrado com sua cabeça curvada para baixo, comendo a grama e dois gansos com suas cabeças prendidas acima. O grupo de três animais representa na verdade muitos gansos, visto que três representa o plural na escrita egípcia. Existem diferenças na plumagem das aves que quebram a simetria geral da cena. Este exemplo da pintura egípcia é considerado uma obra-prima.
Uma pesquisa de 2015 feita por Francesco Tiradritti na Universidade Kore de Enna, publicada na LiveScience, sugere que a pintura poderia ser uma falsificação do século XIX, possivelmente feita pelo próprio Vassalli. As alegações de Tiradritti foram prontamente rejeitadas por Zahi Hawass e outras autoridades egípcias.